# Luise Kimme
Luise Kimme (* 4. März 1939 in Bremen als Marie-Luise Kimme; † 19. April 2013 auf Tobago) war eine deutsche Bildhauerin.

## Leben
Ihre Kindheit verbrachte Kimme in Berlin. Im Alter von 16 Jahren ging sie als Au-pair nach Plymouth. Von 1957 bis 1958 arbeitete sie als Sekretärin für den deutschen Autohersteller Borgward in London und stand Kunststudenten Modell. Durch das Modellstehen setzte ihr Interesse für Kunst ein. Von 1959 bis 1965 studierte sie an der Hochschule für Bildende Künste Berlin, unter anderem in der Meisterklasse für Skulptur bei Paul Dierkes. Von Dierkes hörte sie von Yves Klein, den sie Anfang der sechziger Jahre in Paris besuchte. Sie wurde eine der Frauen, die dem Künstler als „lebende Pinsel“ für seine Anthropometrien dienten. Klein bemalte ihren Körper in Blau und Rosa und ließ sie die noch frische Farbe auf einen Bogen Papier drücken. Von 1966 bis 1968 studierte sie an der St. Martin’s School of Art in London bei Anthony Caro, von 1967 bis 1968 mit einem Stipendium des British Council Scholarship. Von 1968 bis 1972 hatte Kimme eine Dozentur an der University of Wolverhampton und unterhielt ein Studio in London. Erste Skulpturen aus Fiberglas entstanden. Zusätzlich hielt sie Vortragsreisen an englischen Hochschulen über den deutschen Expressionismus. 1972 wurde sie an der Rhode Island School of Design in Providence tätig und hatte ein Appartement in New York City an der Lower East Side von Manhattan. Von 1975 bis 1976 hatte sie eine Gastprofessur am Stanislaus State College (der heutigen California State University, Stanislaus) in Turlock, Kalifornien inne. In diesen Jahren unternahm sie Reisen zu den Navajo-Indianern, nach Honduras, Guatemala und Mexiko. 1976 wurde Kimme als Professorin an die Kunstakademie Düsseldorf berufen, wo sie die Erstsemester im sogenannten „Orientierungsbereich“ betreute. Dort lehrte sie bis 2002.
Bereits in der Kindheit durch die Lektüre von Daniel Defoes Robinson Crusoe geprägt, ließ sich Kimme 1979 auf der Karibikinsel Tobago nieder und errichtete dort ab 1986 The Castle, ein kleines Skulpturenmuseum. Ursprünglich nur in der vorlesungsfreien Zeit, lebte sie seit 2002 ständig auf Tobago. Luise Kimme starb an den Folgen einer Krebserkrankung in ihrem Museum, auf dessen Gelände sie auch beigesetzt wurde. 

## Werk
Ab 1967 entstanden erste Reliefs und Skulpturen aus Fiberglas wie „Plumtree“, 1967, 150 × 150 cm, „Silvestress“, 1969, 227 × 117 × 86 cm oder „Big Circus“, 1969, 236 × 149 × 122 cm. Gelegentlich wurden hängende und schwebende Einzelformen von Kimme als Rauminstallation angeordnet wie „Baby Charlotte Passes Through“ von 1970.
Nach ihren Reisen zu Indianerstämmen und nach Mexiko entstanden ab 1976 Gemälde, Reliefbilder und Keramik, die an die Farb- und Formenmuster der südamerikanischen Kulturen angelehnt sind. Die Gemälde in Mischtechnik wurden in Serien angefertigt, im gleichen im Format 183 × 122 cm durchnummeriert und mit Titeln wie „Navaho“, „Huipil“ (traditionelles Gewand in Zentralamerika, das von Frauen getragen wird) oder „Serape“ (ponchoähnlicher mexikanischer Schal, der von Männern getragen wird) versehen.
In Deutschland unterhielt Kimme Ateliers in Kronenburg in der Eifel und an der Kunstakademie Düsseldorf. Erste Holzskulpturen entstanden ab 1976, deren zentrales Motiv die menschliche Figur ist. Das Eichen- oder Zedernholz für die Skulpturen wurde in der Eifel geschlagen und zur Weiterverarbeitung nach Tobago transportiert. Kimme schlug die Figuren nicht grundsätzlich aus einem Block. Bei Bedarf setzte sie einzelne Körperteile wie z. B. Arme an. Nach Fertigstellung wurden die Figuren farbig gefasst. Dargestellt sind ausschließlich Schwarze. Neben Tänzern, religiösen und mythologischen Themen schlug Kimme auch Figuren, die sich auf die Geisterwelt Tobagos beziehen wie „Mama de l´au – Die Wasserschlange“, „Papa Bois – Hüter des Waldes und Beschützer der Tiere“ oder „La Diablesse – Die Teufelin“ (Sammlung Tony Cragg, Wuppertal). In ihrem Museum in Tobago stehen ca. 100 Skulpturen aus Holz. Nach diesen Vorlagen wurden Bronzeabgüsse gefertigt, unter anderem in der Bildgießerei Herbert Schmäke in Düsseldorf.

## Retrospektiven
- Februar bis Juli 2013: Die Bildhauer, Kunstakademie Düsseldorf. 1945 bis heute in der Kunstsammlung Nordrhein-Westfalen. Einige Werke von Kimme waren Teil der Ausstellung.
- Oktober 2014 bis Januar 2015: Luise Kimme - Carribean Oak. Einzelausstellung im Skulpturenpark Waldfrieden in Wuppertal.[8]
- Januar bis April 2019: Luise Kimme. Angepasste Dinge sieht man genug, Gerhard-Marcks-Haus, Bremen[9]

## Werkdokumentation
- Junge deutsche Plastik. Katalog zur Ausstellung im Wilhelm-Lehmbruck-Museum vom 29. Juni bis 22. September, Duisburg 1968.
- Luise Kimme, Bilder und Keramik. Katalog zur Ausstellung in der Städtischen Kellergalerie Düsseldorf Palais Wittgenstein vom 18. Januar bis 15. Februar 1978. Mit einem Text von Siegfried Salzmann.
- Luise Kimme, chachalaca. Reisetagebuch Tobago. Hrsg. von Herbert Ganslmayr, Übersee-Museum, Bremen 1985, ISBN 3-88299-044-9 (Hardcover, 200 Seiten, mit Fotos und Zeichnungen von Kimme).
- Luise Kimme, Sculpture. Escultura 1980–86. Benedict Press, Münsterschwarzach Abtei 1986, ohne ISBN (96 Seiten, Texte in Englisch und Spanisch, zahlreiche Abbildungen in Schwarz-Weiß).
- Luise Kimme, Sculpture 1987–91. Mit Biografie und einem Text von Luise Kimme und Textauszügen von Rainer Maria Rilke, Colette und aus Mambo Kings von Oscar Hijuelos. Hrsg. von Jeremy Taylor, Media & Editorial Projects Ltd., Port of Spain, Trinidad and Tobago 1991, ohne ISBN.
- Luise Kimme, Sculpture. Fotografiert von Stefan Falke, F. Baruth, Reinbek 1998 (48 Seiten).
- Luise Kimme, Sculpture. Prospect Press, Trinidad/Tobago 2002, ISBN 976-95057-3-0 (94 Seiten. Mit zahlreichen Abbildungen, Biografie und Porträtaufnahmen von Kimme).
- Luise Kimme, Bolero. Photos: Stefan Falke. Prospect Press, Trinidad and Tobago 2010. ISBN 978-9-76950-825-5 (Autobiografie, 185 Seiten).
- Seven Sculptors. Slete escultores: Santiago de Cuba. Hrsg. von Marino Wilson Jay, Daisy M. Villalón Bonne, Kimme Museum. Lexicon Trinidad Ltd., Trinidad an Tobago 2010, ISBN 978-9-76631-061-5 (176 Seiten).
- Die Bildhauer. Kunstakademie Düsseldorf, 1945 bis heute. Katalog zur Ausstellung in der Kunstsammlung Nordrhein-Westfalen. Kerber Verlag, Bielefeld 2013, ISBN 978-3-86678-789-6.
- Luise Kimme, Carribean Oak/Karibische Eiche. Katalog zur Ausstellung im Skulpturenpark Waldfrieden, Wuppertal 2014, ISBN 978-3-00-047521-4 (128 Seiten, 116 vierfarbige Abbildungen).